# Charles Marcellis
Charles Henri Marcellis (Anvers, 16 janvier 1798 - Liège, 12 septembre 1864) était un député et industriel belge.

## Biographie
Marcellis est le fils du menuisier Pierre Marcellis et de Marie Boon. Il épouse le 14 mai 1823 Joséphine Régnier.[réf. nécessaire]

## Poète
Après des humanités à l'athénée de Bruxelles, il obtient son doctorat en droit (1822) à l'Université de Liège. Il s'établit comme avocat à Liège, mais exerça plutôt cette profession en amateur. Il était principalement actif en tant que poète. Ses poèmes, du genre épique, sont bien accueillis dans les revues littéraires. Il a produit beaucoup de poésie au fil des ans.[réf. nécessaire]

## Politicien
Après la révolution belge, il commence à s'intéresser à la politique. Il devient rédacteur en chef du journal libéral-unioniste Le Politique et y reste actif pendant trois ans. Il voulait être élu député et cela n'a pas très bien marché. En 1832, il est élu, au détriment du libéral Etienne de Sauvage, mais les Chambres invalident son élection. Le 3 avril 1833, il est réélu et cette fois, après des débats houleux, il est admis. Cependant, le parlement a déjà été dissous le 22 avril. Marcellis s'est déclaré unioniste catholique et a perdu contre le libéral Joseph-Stanislas Fleussu lors des  élections suivantes. Il a alors abandonné la politique.

## Industriel
Suivent alors trente années de grande activité dans la métallurgie, reprenant ou implantant des usines employant plus de 500 hommes. L'avocat est alors devenu un ingénieur accompli. Il acquiert plusieurs hauts-fourneaux (Raborive, Ferot et de Boverie) et ajoute des ateliers de construction sous le nom d'Ateliers Charles Marcellis. Ses entreprises construisaient des machines, des chaudières, des ponts selon son « système belge ». Il fut un grand promoteur de l'utilisation de la fonte.

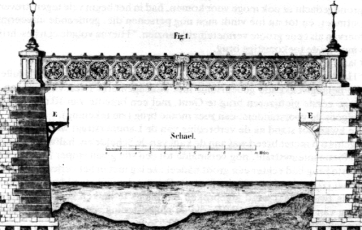
Pont sur l'Escaut à Gand

En 1844, il construisit un pont en fonte à Gand, selon le "système belge" qu'il avait mis au point, sur l'Escaut, qui reliait la gare de Gand Sud via la Lammerstraat à l'ancien quartier Saint-Pierre à l'est. La ville lui a donné le nom de Pont Charles Marcellis. Il a été remplacé en 1865.
Il a également construit de nombreuses pompes pour pomper l'eau des cales sèches ou des puits de mine.
L'entreprise est poursuivie par ses deux fils Charles et François et agrandie sous le nom d'Ateliers de construction de La Meuse.

## Ouvrages
- Les Germains, chants épiques, Paris, 1829.
- Rubens aux Anversois, pièce en un acte, 1840
- Grétry aux Liégeois, pièce en un acte, 1842
- Sur la mort de sa Majesté la reine des Belges, 1850
- Henri Leys, 1855
- Notice sur un nouveau système de ponts en fonte, Liège, 1840.

## Distinction
- Chevalier de l'ordre de Léopold (30 août 1840)[4].